# Vitoumás
Vitoumás är en ort i Grekland.   Den ligger i prefekturen Trikala och regionen Thessalien, i den centrala delen av landet, 260 km nordväst om huvudstaden Aten. Vitoumás ligger 212 meter över havet och antalet invånare är 191.
Terrängen runt Vitoumás är varierad. Runt Vitoumás är det ganska tätbefolkat, med 75 invånare per kvadratkilometer. Närmaste större samhälle är Trikala, 16,7 km sydost om Vitoumás. Trakten runt Vitoumás består till största delen av jordbruksmark.